# Фуентес-де-Вальдеперо
Фуентес-де-Вальдеперо (ісп. Fuentes de Valdepero) — муніципалітет в Іспанії, у складі автономної спільноти Кастилія-і-Леон, у провінції Паленсія. Населення — 295 осіб (2010).
Муніципалітет розташований на відстані близько 200 км на північ від Мадрида, 6 км на північний схід від Паленсії.

## Демографія
Динаміка населення (INE ):

## Галерея зображень

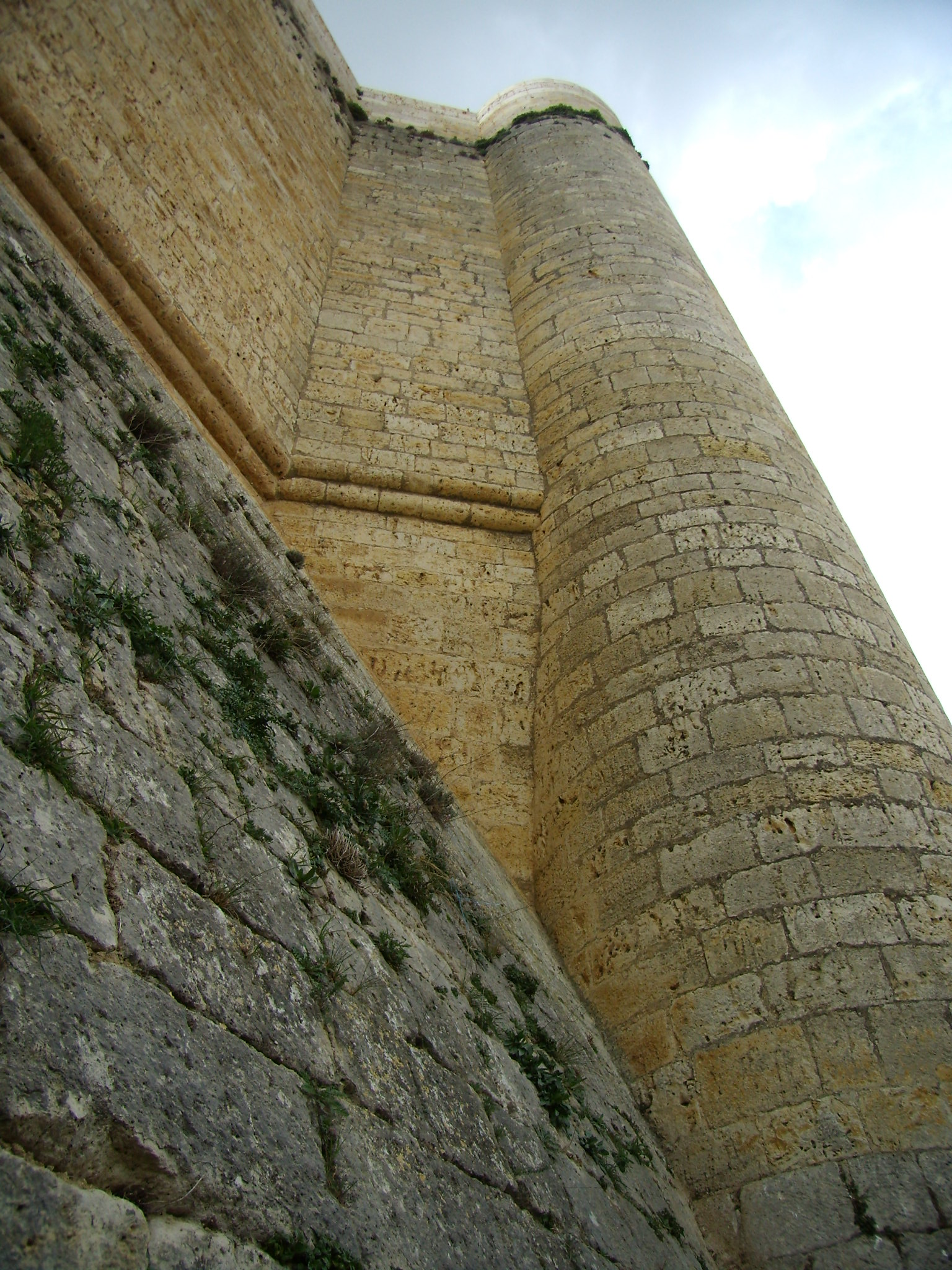
Замок
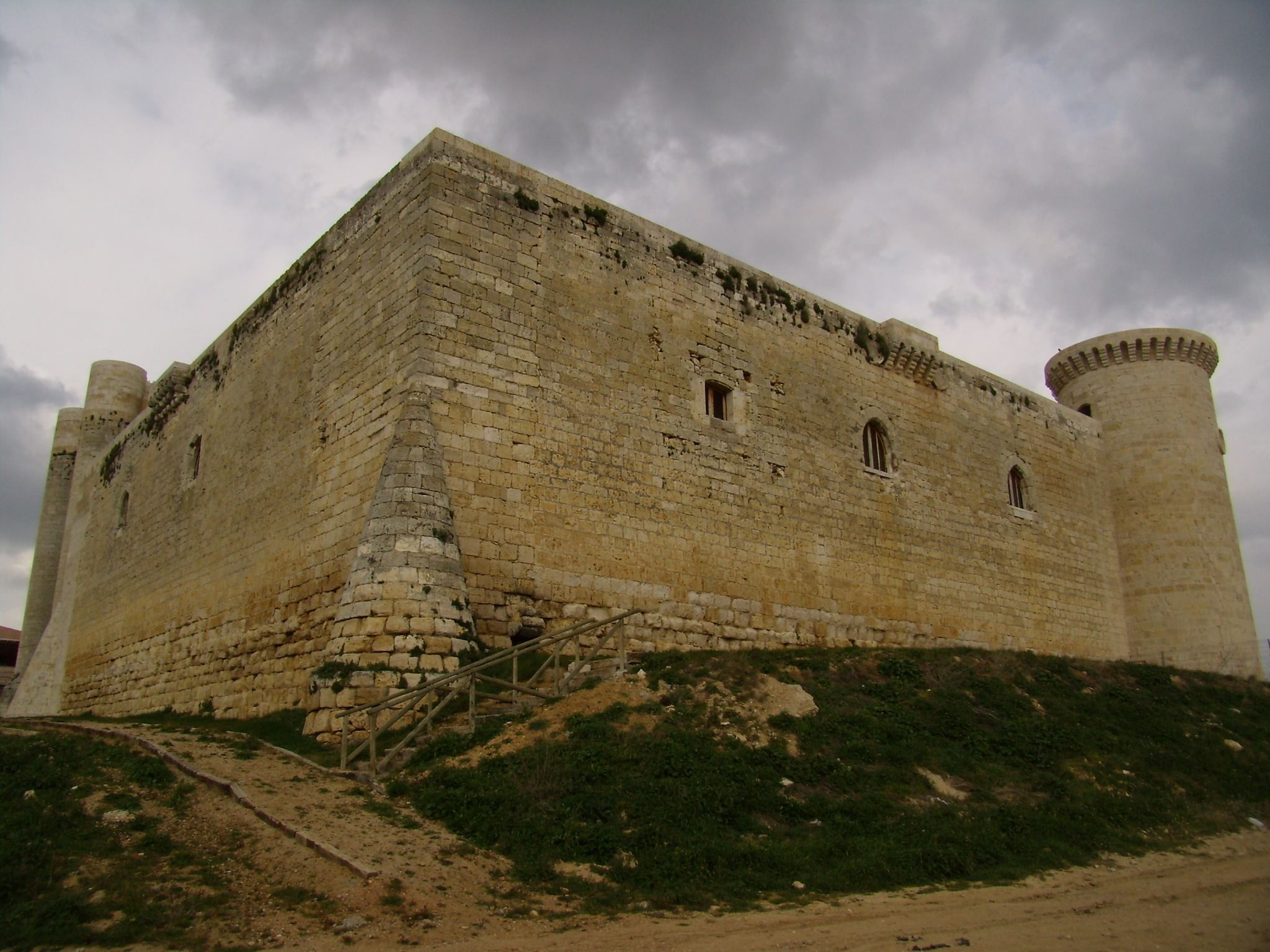
Замок